# Marius Gallottini
Marius Gallottini (né le 10 novembre 1904 à Turin et mort le 3 octobre 2001 à Chartres) est un coureur cycliste italien, naturalisé français en 1927.

## Palmarès
- 1927
  - GP Wolber (par équipes)[1]
 avec équipe Alléluia-Wolber (Pierre Magne, Antonin Magne, Marius Gallottini, Julien Moineau, André Devauchelle, Andrè Canet, Arsène Alancourt)